# Kiddön
Kiddön är en ö i Tanums kommuns södra skärgård, Bohuslän, Västra Götalands län. Ön ligger knappt 150 m sydväst om Hamburgö. Kiddön är drygt en km lång i nordsydlig riktning och hälften så lång på andra hållet.
Tidigt var Kiddön betad utmark till Hamburgö. År 1823 bosatte sig här Ingel Axelsson. Därmed grundlades en skeppardynasti på ön. Sista skutan i en lång rad fartyg med hemmahamn på Kiddön blev Elsa, som såldes 1955. Idag seglar Elsa som skolfartyg i England.
Bostadshus och magasin är K-märkta (byggnadsminne). Ön är numera bebodd endast delar av året.
På öns västra sida, mot Grundsund, finns rester av ett stenbrott. 

## Etymologi
Ursprunget till namnet Kiddön är oklart. K:et i början av ordet uttalas på mål som tj-ljud. 